# Amersham
Amersham – miasto i civil parish w Wielkiej Brytanii, w Anglii, w regionie South East England, w hrabstwie Buckinghamshire, w dystrykcie (unitary authority) Buckinghamshire. Leży 21,6 km od miasta Aylesbury, 45 km od miasta Buckingham i 40,3 km od Londynu. W 2001 roku miasto liczyło 21 470 mieszkańców. W 2011 roku civil parish liczyła 14 384 mieszkańców. Amersham jest wspomniana w Domesday Book (1086) jako Elm(n)odesham.

## Miasta partnerskie
- Krynica-Zdrój, Polska
- Bensheim, Niemcy